# Тараканов, Алексей Витальевич
Алексей Витальевич Тараканов (бел. Аляксей Вітальевіч Тараканаў; 26 марта 1996, Минск, Беларусь) — белорусский футболист, полузащитник клуба «Юни Икс Лабс».

## Клубная карьера
Алексей с шести лет стал заниматься в футбольном клубе «Минск». Первым тренером игрока является Виктор Георгиевич Гончаренко. Почти все время футболист провел в структуре «горожан», выступая за юношеские команды и дублирующий состав. В 2016 году выступал за «Сморгонь» на правах аренды. За клуб первой лиги отыграл 21 матч, в которых отметился тремя забитыми мячами.
В начале 2017 года прибыл на просмотр в футбольный клуб «Ислочь». А уже в феврале подписал двухлетний контракт. В высшей лиге дебютировал в матче против родной команды 29 апреля 2017 года. За сезон в «Ислочи» провел 13 матчей в чемпионате и 2 кубковых встречи.
В апреле 2018 года был отдан в аренду «Белшине». В первой половине сезона играл в стартовом составе, позднее стал чаще выходить на замену. В ноябре вернулся в «Ислочь», в декабре по окончании контракта покинул клуб.
В марте 2019 года стал игроком «Сморгони». Большую часть сезона 2019 пропустил из-за травмы. В декабре продлил соглашение со сморгонским клубом, однако в начале 2020 года покинул команду.
В начале 2021 года, завершив карьеру, вошёл в тренерский штаб дубля «Минска».

## Международная карьера
Осенью 2016 года впервые получил вызов в молодёжную сборную Беларуси.

## Личная жизнь
Отец — футболист и тренер Виталий Тараканов.